# Viviane Asseyi
Viviane Asseyi (* 20. November 1993 in Mont-Saint-Aignan, Département Seine-Maritime) ist eine französische Fußballspielerin. Seit 2022 steht sie bei West Ham United unter Vertrag.

## Vereinskarriere
Bereits als Sechsjährige meldeten ihre Eltern Viviane Asseyi bei der US Quevilly an. Dort wurde die Stürmerin in ihrer letzten Saison (2007/08) erstmals auch in die französische B-Jugend-Auswahl berufen (siehe weiter unten). 2008 wechselte sie zum großen Nachbarklub FC Rouen, für den sie mit 14 bereits in der Zweitligaelf debütierte. Ihre stetige sportliche Entwicklung – nach der Hinrunde 2009/10 führte sie die Torjägerinnenliste der Division 2 an – weckte das Interesse mehrerer Spitzenklubs; zum Jahreswechsel 2009/2010 holte sie schließlich der HSC Montpellier aus der Normandie ins Languedoc. Bei Montpellier spielte Asseyi gut sechs Jahre in dessen Erstliga-Frauschaft und stand mit ihren Teamkameradinnen, darunter der unbestrittenen Sturmführerin der Nationalmannschaft, Marie-Laure Delie, von 2010 bis 2012 drei Mal in Folge im Landespokalfinale, in denen aber jeweils die Gegnerinnen (Paris Saint-Germain, AS Saint-Étienne und Olympique Lyon) die Oberhand behielten. Auch 2015 verließ sie, erneut gegen Lyon, mit dem MHSC den Rasen des Endspielstadions als Verlierer. In ihrem ersten Halbjahr bei Montpellier war sie im Viertelfinale gegen Umeå IK auch zu ihren ersten beiden Europapokaleinsätzen gekommen. Zu Beginn der Saison 2016/17 wechselte Asseyi zum Erstligaaufsteiger Olympique Marseille und nach dessen Abstieg zwei Jahre später zu Girondins Bordeaux.
Zur Saison 2020/21 wurde sie vom FC Bayern München verpflichtet und mit einem bis zum 30. Juni 2022 gültigen Vertrag ausgestattet. Bei ihrem Bundesligadebüt am ersten Spieltag gegen den SC Sand erzielte Asseyi bereits nach zwei Minuten den Führungstreffer der Münchnerinnen. Im November verletzte sie sich während eines Nationalmannschaftslehrgangs am Sprunggelenk und wurde wenige Tage später operiert. Anfang März 2021 kehrte sie auf den Rasen zurück, erzielte in Freiburg sofort wieder ein Tor und gewann am Saisonende mit den Bayern die Meisterschaft in der Bundesliga. Ein Jahr später wurde einer ihrer Treffer – per Fallrückzieher gegen die Frauen des 1. FC Köln erzielt – von den Zuschauern der Sportschau mit großem Vorsprung zum Tor des Monats März 2022 gewählt. Zur Saison 2022/23 wechselte sie in die erste englische Liga zu West Ham United.

## Nationalspielerin
Viviane Asseyi hat insgesamt 32 Spiele für die französischen Jugendjahrgangsauswahlteams der Altersklassen U-16, U-17 und U-19 absolviert. In der zweiten Qualifikationsrunde zur U-19-EM 2012 gelang ihr gegen die Niederlande das Tor des Tages; das reichte aber nicht zum Erreichen der Endrunde. Im Juni 2013 lud der Trainer der A-Nationalelf, Bruno Bini, sie erstmals zu einem Lehrgang in Vorbereitung auf die Europameisterschafts-Endrunde ein und berief Asseyi anschließend anstelle der nicht mehr rechtzeitig fit gewordenen Laëtitia Tonazzi nachträglich in das französische 23er-Aufgebot. Am 29. Juni 2013 im Testspiel gegen Norwegen kam sie dann zu ihrem Debüt bei den Bleues; bei der EM in Schweden spielte sie hingegen nicht. Von Binis Nachfolger Philippe Bergeroo wurde sie gelegentlich und überwiegend als Einwechselspielerin eingesetzt; nachdem sie den blauen Dress anderthalb Jahre gar nicht mehr tragen durfte, setzte die neue Nationaltrainerin Corinne Diacre Asseyi im Herbst 2017 sogar in der Startelf ein, wobei der Stürmerin gleich ihr erstes Tor gelang. Viviane Asseyi wurde auch in den französischen 23er-Kader zur WM 2019 im eigenen Land berufen.
Insgesamt hat sie bisher 55 A-Matches bestritten und darin zwölf Treffer erzielt. (Stand: 12. April 2022)
Sie wurde für die WM-Endrunde 2023 in Australien und Neuseeland nominiert, in zwei der fünf Spielen ihres Teams eingesetzt und schied mit der Mannschaft im Viertelfinale nach Elfmeterschießen gegen die Australierinnen aus.

## Palmarès
- Französischer Pokal: Finalistin 2010, 2011, 2012, 2015
- Deutscher Meister 2021